# しょうぶ沼公園
しょうぶ沼公園（しょうぶぬまこうえん）は、東京都足立区谷中の北綾瀬駅西口に広がる区立公園である。

## 歴史
用地は1964年（昭和39年）から1984年（昭和59年）にかけて行われた3つの土地区画整理事業で創出されものである。この一帯はかつては、野生のノハナショウブが数多く咲いていたことから、地元の要望を受けて旧地名である菖蒲沼耕地にちなんで「しょうぶ沼公園」と名付けられたのが始まりである。

## しょうぶまつり
しょうぶが咲き誇る5月末から6月初旬時期には「しょうぶまつり」が開催される。
シャボン玉イベントや模擬店も多数出展する足立区5大イベントの中の1つとしても知られるイベントで、見ごろを迎えた色とりどりの約140種類のハナショウブが楽しめる。
また、これとともに東綾瀬公園（ハト広場）でもイベントが開催され、「世界の食広場」では、世界約20か国のグルメが集まり、普段味わうことの少ない異国の料理が勢揃いする。また、当日は上記両会場を巡るスタンプラリーも行われる。
しょうぶまつりは毎年開催され、新潟県魚沼市や栃木県鹿沼市など友好自治体からの特産品や、花と緑の即売会なども実施され、買い物が楽しめる。

## 園内の紹介
ハナショウブを一つ一つ見比べられるように『列植え』をしており、まつり開催期間中は花を間近で鑑賞するために、しょうぶ田の中に木道が設けられる。
園内には高さ4メートルの滝やせせらぎ水路、三連水車など、水と緑を楽しむ仕掛けを随所に設け、それぞれがベストフォトスポットになっており、足立区観光交流協会は写真のSNS投稿を呼びかけている。
1973（昭和48）年に、葛飾区の堀切菖蒲園から2,000 株を、1975（昭和50）年には、地元の有志から1,000 株を譲り受け、その後、種類と数を次第に増やしてきた。現在、園内には5つのしょうぶ田があり、幾つかの系統を展示している。
- 江戸系ハナショウブ（粋で爽やか可憐で清楚な美しさをもつ品種・江戸時代の堀切で開発された）
- 肥後系ハナショウブ（男性的な美しさをもつ品種・肥後・細川家によって品種改良されたもの）
- 伊勢系ハナショウブ（繊細で女性的な美しさがある品種・伊勢地方で改良されたもの）
などの多数の品種が見られる[5]。

園内の紹介
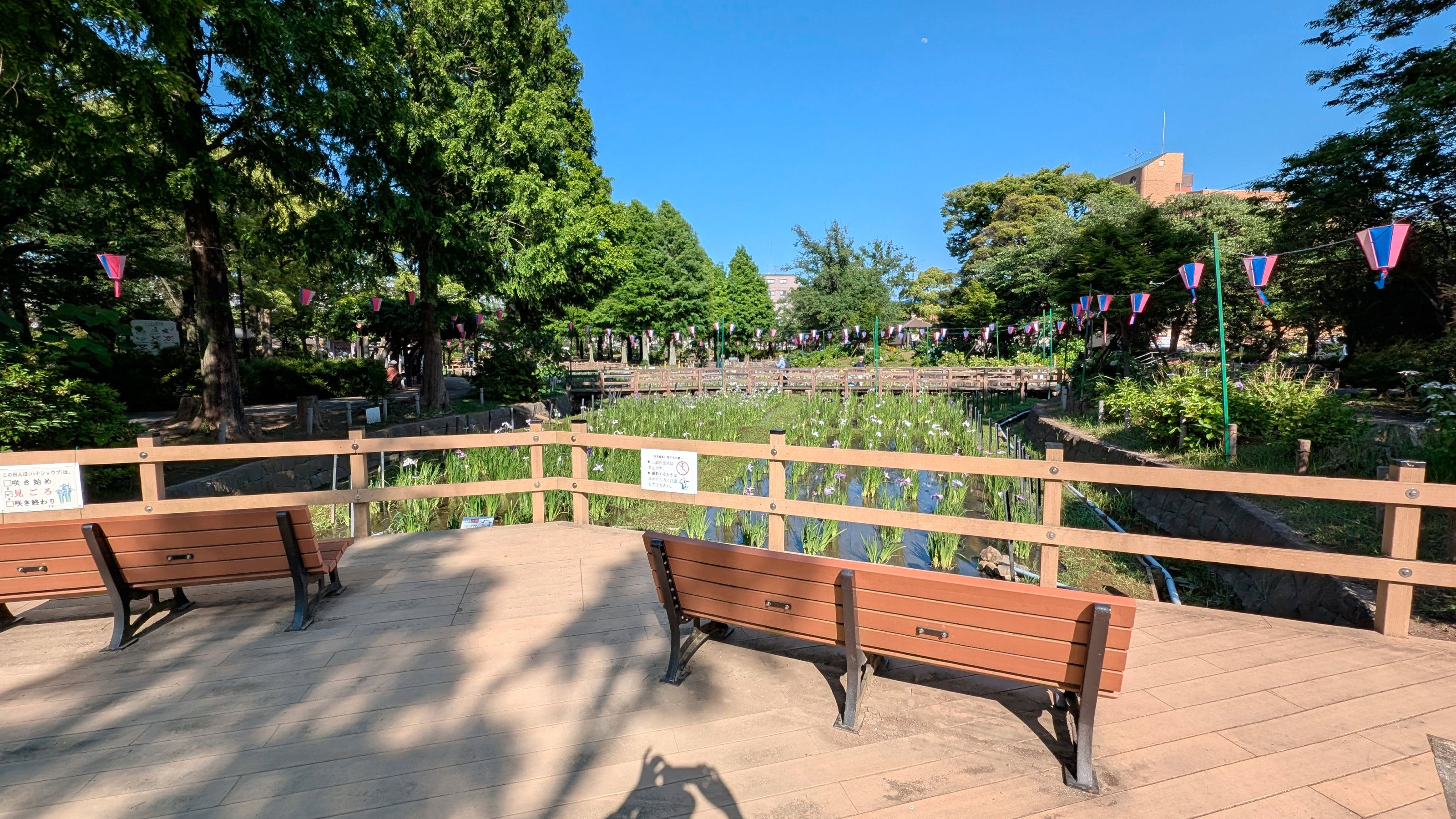
観賞用テラス
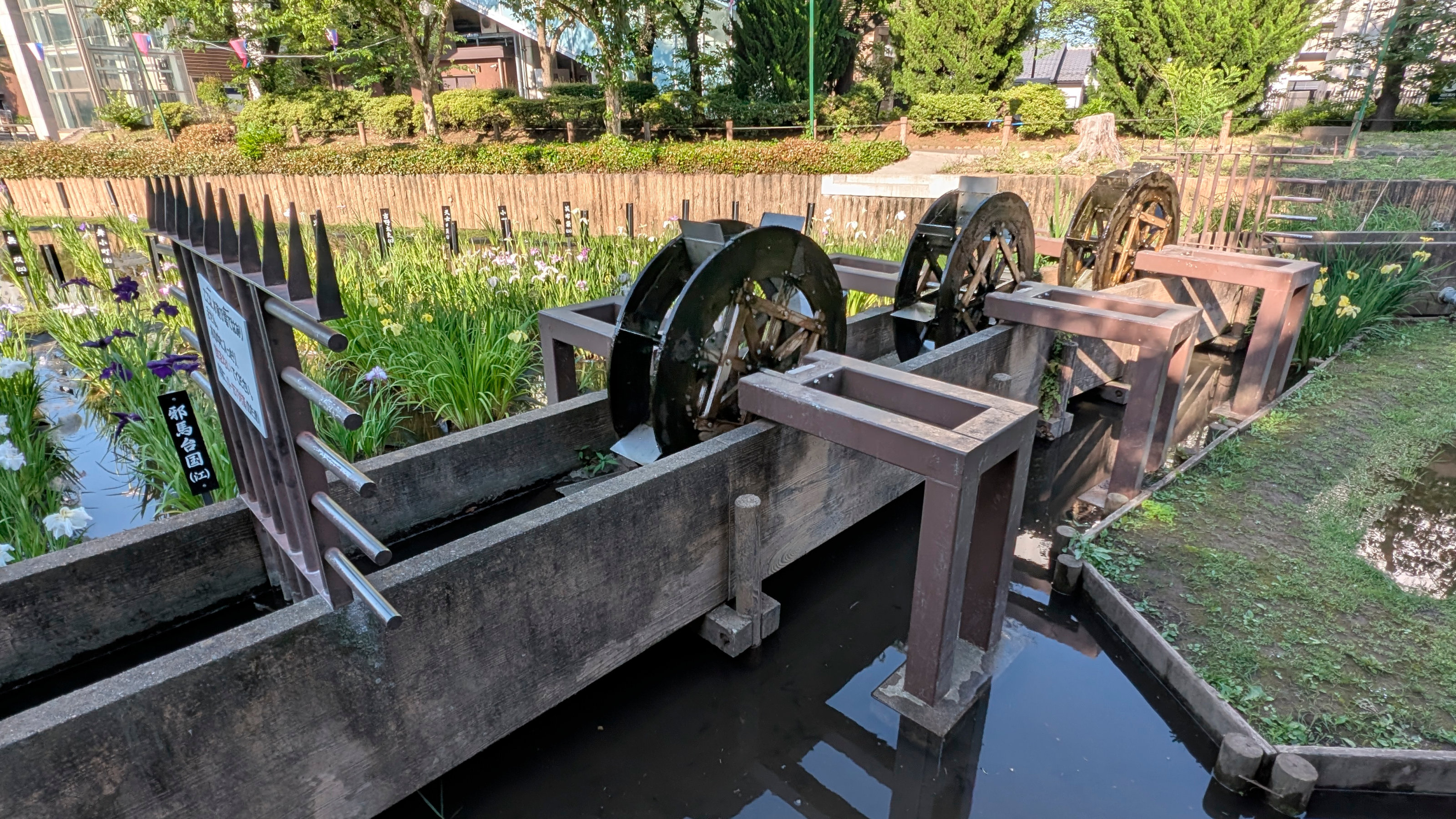
三連水車(鑑賞と灌漑用)
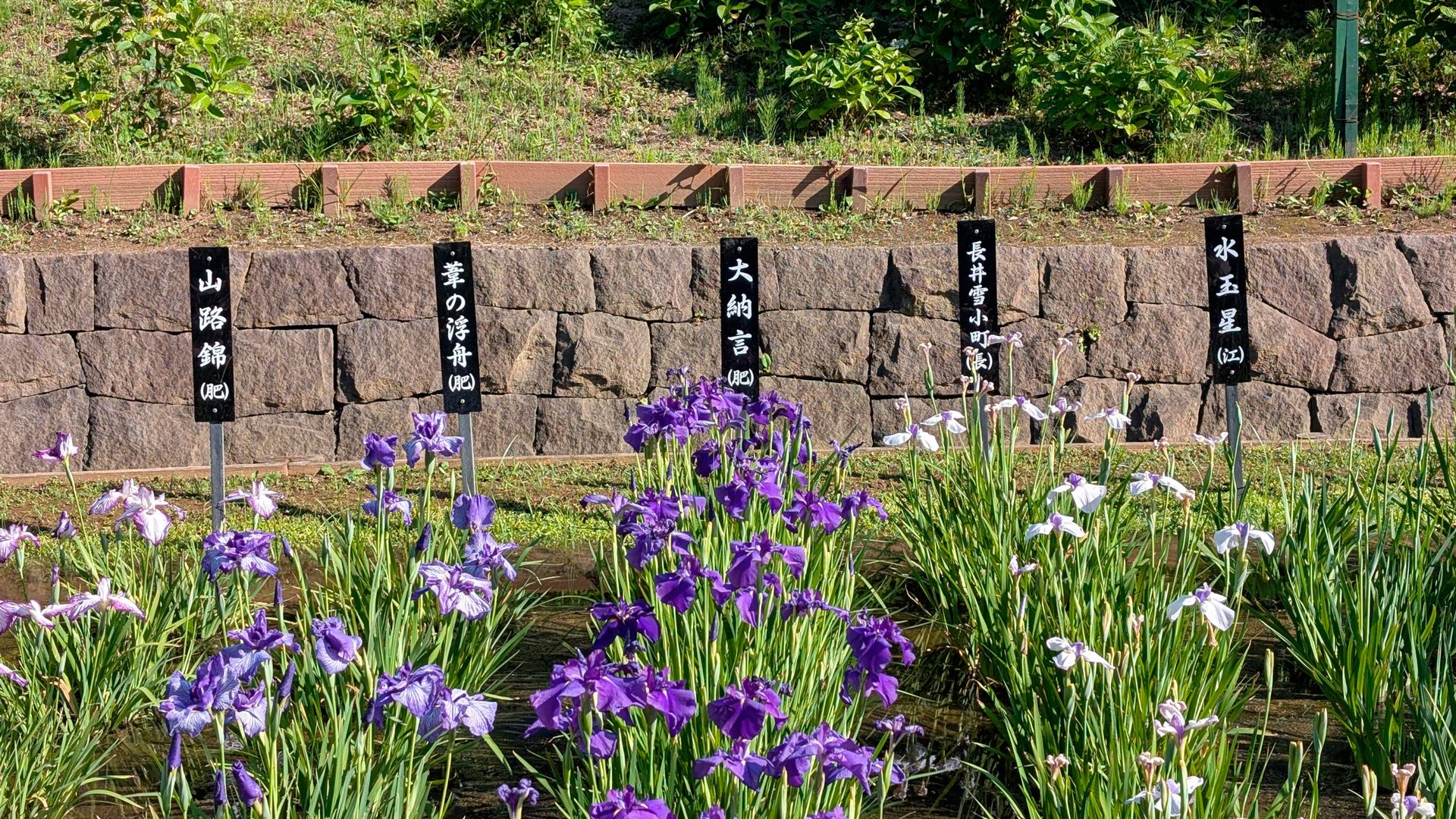
しょうぶ田の列植え
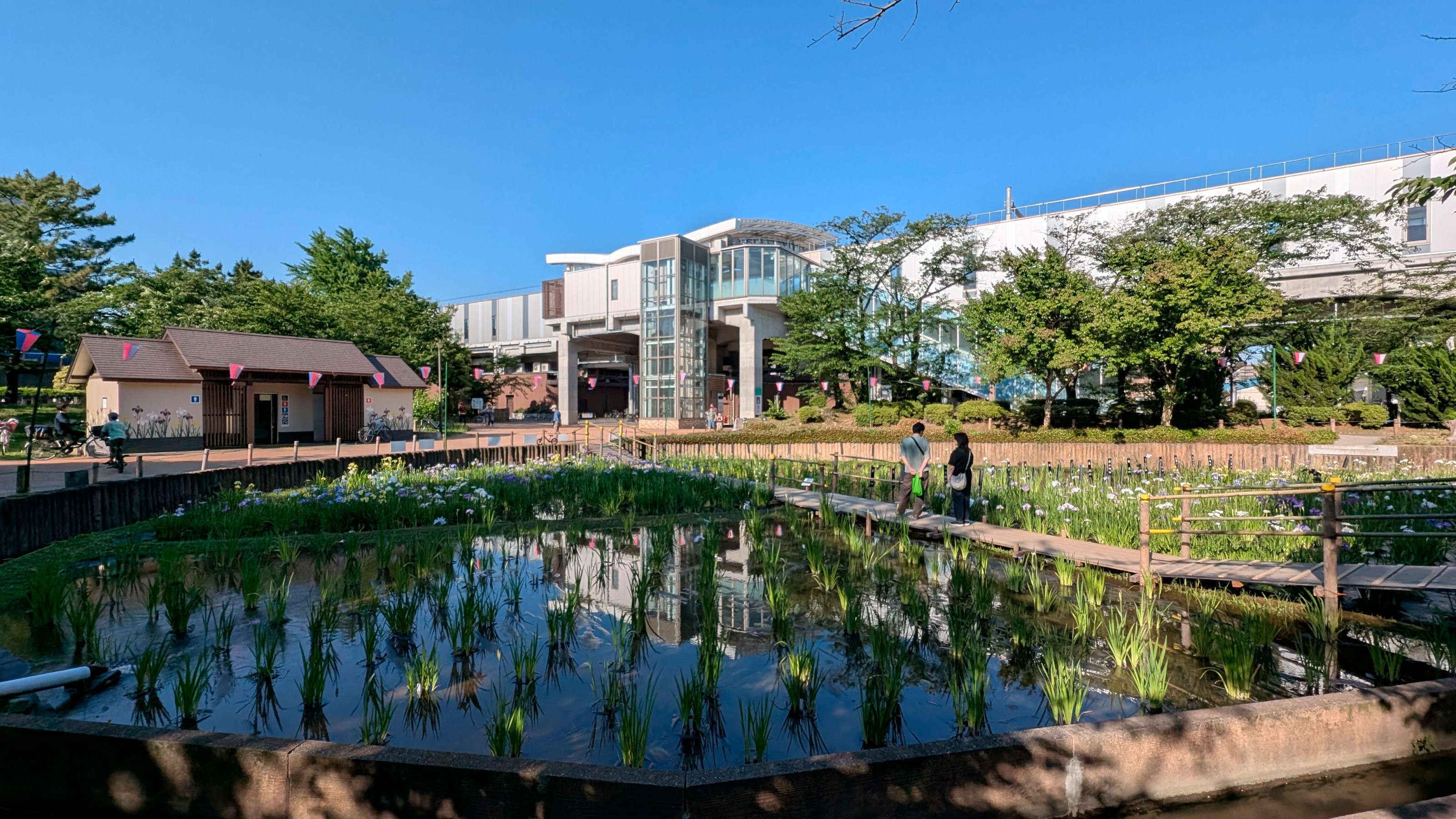
北綾瀬駅としょうぶ田
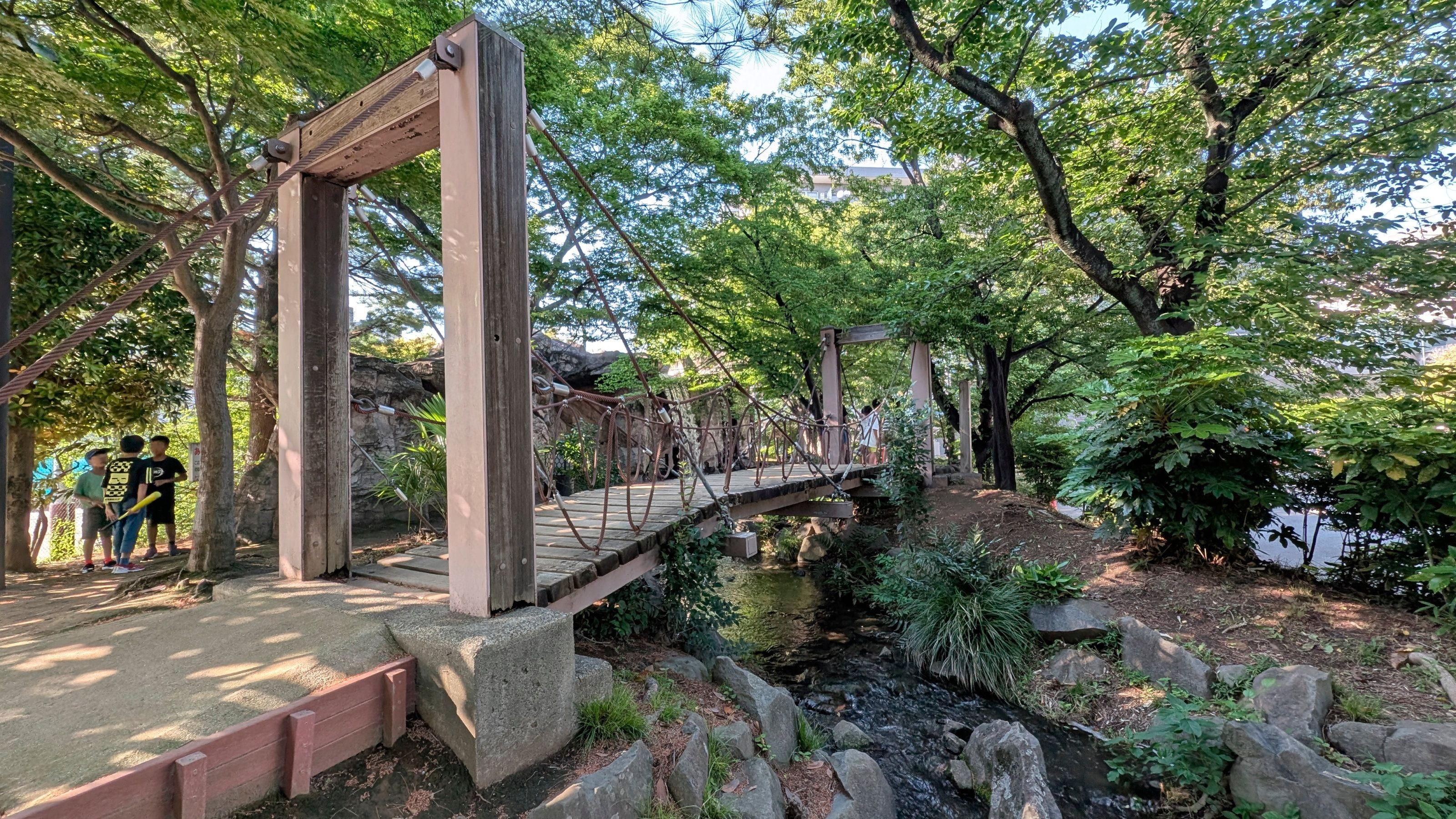
せせらぎ水路と吊り橋
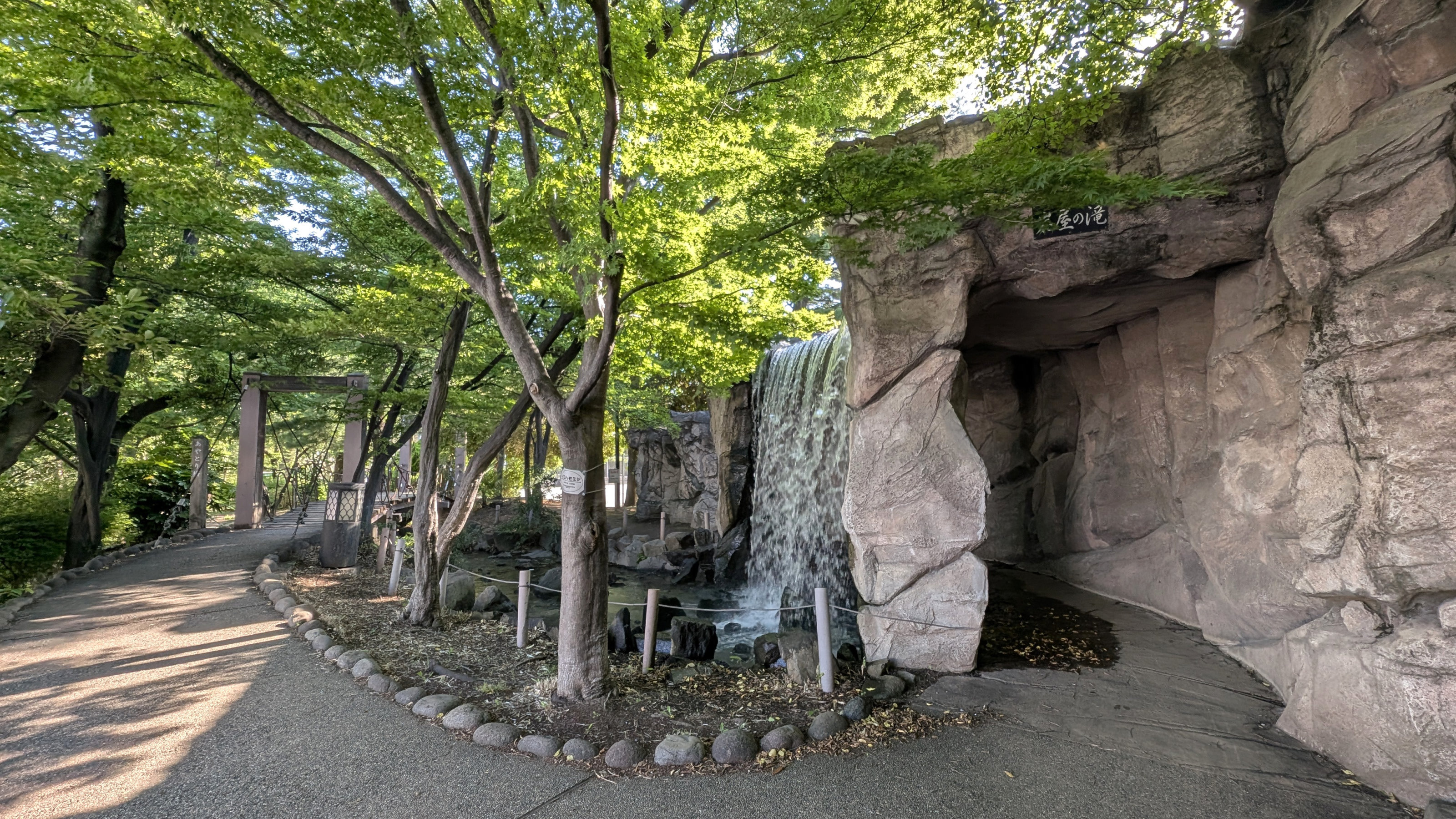
岩屋の滝(高さ4M)
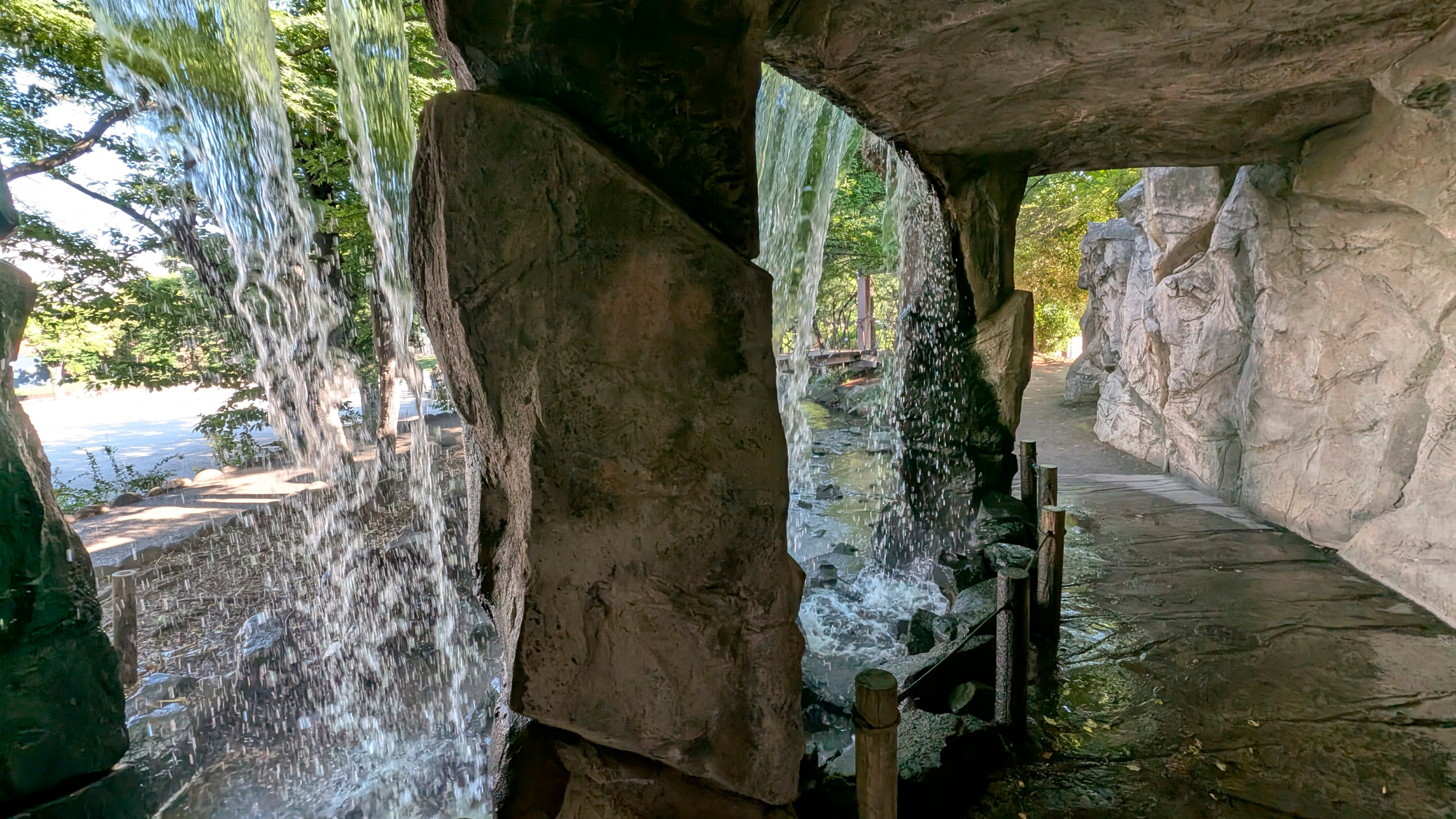
岩屋内の通路

## しょうぶ沼公園の管理委託業務
2021年（令和3年）3月1日より浅香園芸株式会社が公園の管理を足立区より受託している。
- 委託内容
  - ハナショウブの年間管理《生育管理・株分け・育苗等の作業施》
  - 藤棚・菖蒲田周辺の植栽管理《フジの剪定、アジサイの刈込作業》
  - しょうぶまつり関連の企画《ハナショウブ観賞用木道の設置作業等》[6]。
しょうぶまつりではガイドツアーを実施。しょうぶ田を管理する浅香園芸が品種や系統、花の咲く時期について解説しながら、花を見るポイント、楽しみ方を伝授している。

ハナショウブは数年育てて株が大きくなると、次第に衰えて花が少なくなる性質がある。そのためしょうぶ沼公園では、毎年きれいな花が咲かせるために、5年に1度の株分けや、年間を通じて園芸のプロによる管理を実施している。

## アクセス
- 千代田線「北綾瀬駅」下車徒歩1分
- 常磐線・千代田線「綾瀬駅」西口より東武バス綾21「六ッ木都住行き」乗車「しょうぶ沼公園」下車徒歩1分

しょうぶまつり開催日の土曜・日曜には、江戸川区の小岩菖蒲園へのシャトルバスが運行される。

## 周辺
- 東綾瀬公園
- ららテラス北綾瀬